# Kamienica przy ulicy Kazimierza Wielkiego 7 we Wrocławiu
Kamienica przy ulicy Kazimierza Wielkiego 7 we Wrocławiu – narożna kamienica na wrocławskim Starym Mieście, wybudowana w stylu arkadowym, wpisany do wojewódzkiej ewidencji zabytków.
Kamienica powstała w 1899 r. na miejscu dwóch domów na rogu ulic Kazimierza Wielkiego i Ruskiej, budowniczym był mistrz murarski Robert Burghardt. Elewację wyłożono klinkierem, nawiązując do stylu arkadowego. W 1925 roku budynek został rozbudowany w stronę ul. św. Mikołaja. Przed wojną gmach służył jako dom towarowy. W trakcie oblężenia Wrocławia w 1945 roku nie ucierpiał. Po wojnie był siedzibą Dolnośląskiego Przedsiębiorstwa Handlu Opałem i Materiałami Budowlanymi, wtedy też dobudowano jedno piętro z lukarnami. W 2016 roku kamienica została podniesiona o dwa piętra. Projektantem przebudowy jest Tomasz Marhall, ogólną koncepcję wyłonił konkurs przeprowadzony na Wydziale Budownictwa. Po przebudowie na pierwszym i drugim piętrze budynku mają mieścić się biura, a na pozostałych mieszkania, zaś w piwnicach lokal gastronomiczny.